# Jorge Afonso
Jorge Afonso (n. 1470 – d. 1540, Lisabona, Portugalia) a fost un important pictor renascentist portughez.
Jorge Afonso a fost numit pictor al curții în 1508 de către regele Manuel I și din nou în 1529 de către Ioan al III-lea. El stătea în principal la Lisabona, având un atelier în apropierea Bisericii São Domingos. O întreagă generație de pictori portughezi a fost educată în atelierul său, printre aceștia fiind pictorii Cristóvão de Figueiredo, Garcia Fernandes, Gregório Lopes și Jorge Leal.
Principalele retabluuri pictate atribuite lui Jorge Afonso au fost comandate de fosta regină Leonor, văduvă a regelui Ioan al II-lea și sora lui Manuel I. Pentru fosta regină, Jorge Afonso a pictat retabluul principal al Conventului Madre de Deus, din Lisabona, în 1515. Acest magnific altar se află acum în Muzeul Național de Artă Antică din Lisabona. Între 1520 și 1530, Jorge Afonso a pictat cele 14 panouri ale altarului principal al Mănăstirii Iisus din Setúbal, din nou sponsorizate de regina Leonor. Panourile pot fi văzute în muzeul mănăstirii.
Atelierul lui Jorge Afonso este legat și de decorarea pereților Bisericii Rotunde a Mănăstirii Ordinului lui Hristos din Tomar, realizată în anii 1530.